# ケメロヴォショッピングセンター火災
ケメロヴォショッピングセンター火災（ロシア語: Пожар в торговом центре «Зимняя вишня»）は、2018年3月25日にロシア・ケメロヴォのショッピングセンター「ジームニャヤ・ヴィーシニャ」で発生した火災である。
現場は2013年に開業した4階建ての複合施設で、映画館や屋内動物園も入居していた。4階が火元とみられ、1600平方メートルが延焼、ほぼすべての屋根が焼け落ちた。
64人が死亡、80人前後が負傷する惨事となったこの火災が発生した3月25日は、学校が春休みに入ってから最初の日曜日だったこともあり、犠牲者のうちの41人は子どもだった。
火災当時は来客や従業員の組織的な避難がなされなかった上、「火災報知機システムの故障が以前から判明していたが放置されたままだった」ことや、「チケットを買わない客が入らないよう映画館のドアに鍵をかけた結果、子供たちが逃げられなかった」という事実がのちに判明している。
3月26日には火元とみられる4階の借主を含む施設の関係者4人が拘束されたほか、3月30日には建設監督局のケメロボ州審査局長も拘束された。
ケメロヴォ州のアマン・トゥレーエフ知事は4月1日に引責辞任し、セルゲイ・チビリョフ副知事が知事代行に就任した。
近年のロシアでは、150人以上が死亡した2009年のペルミ・ナイトクラブ火災に次いで多くの犠牲者を出す火災となった。

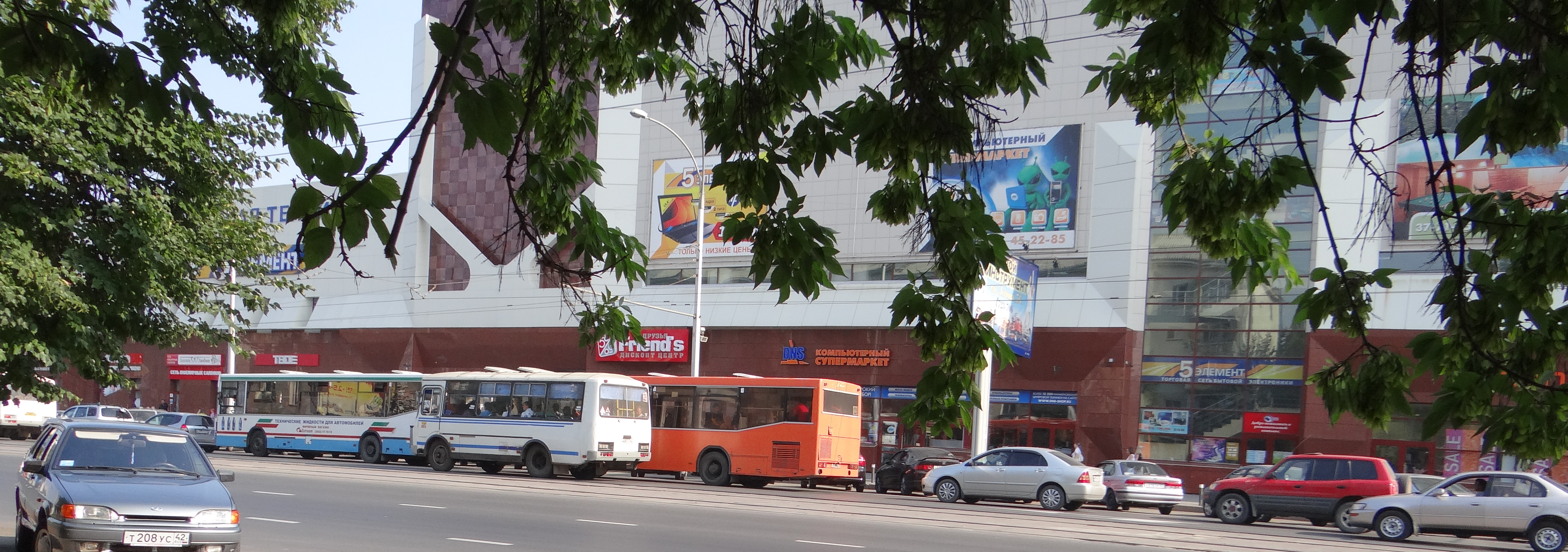
火災現場となったショッピングセンター（2012年撮影）
火元を示した4階平面図（英語）
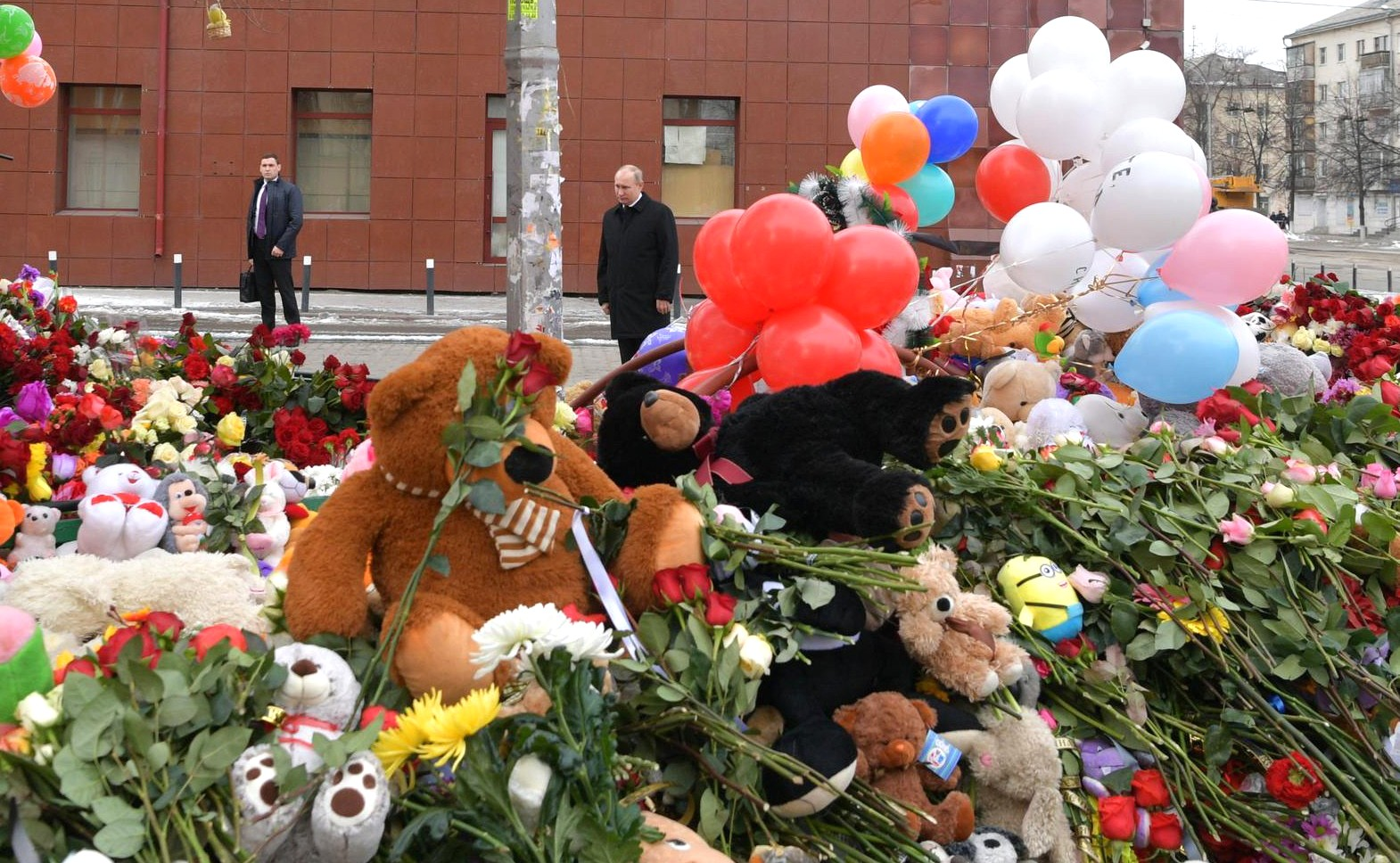
現場近くに設けられた献花場と、訪れたロシア大統領ウラジーミル・プーチン（中央奥）。2018年3月27日。